# Мисожников, Лев Валентинович
Лев Валентинович Мисожников (22 марта 1935, Москва, СССР — 2 августа 2010, Москва, Российская Федерация) — советский и российский архитектор.

## Биография

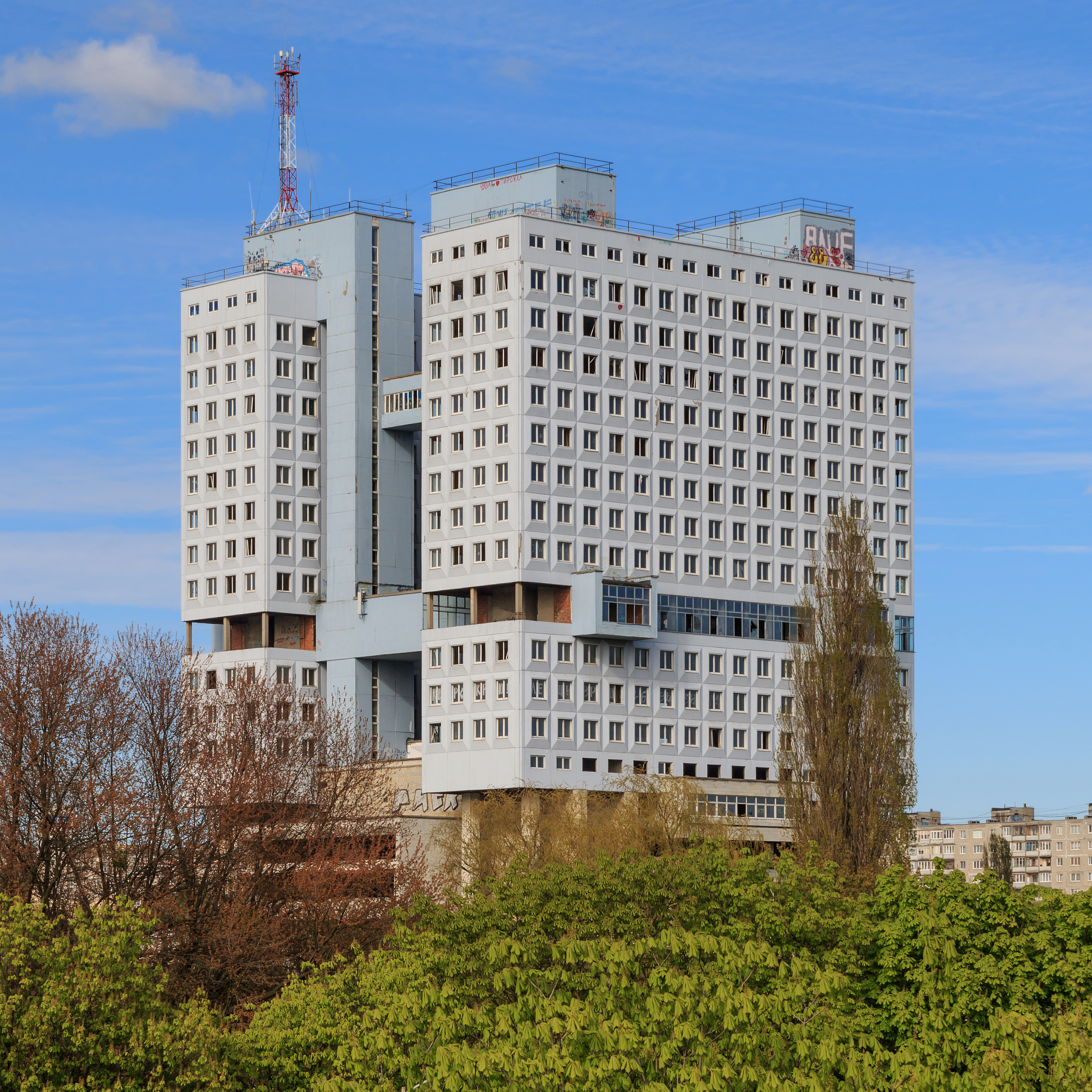
Дом советов в Калининграде

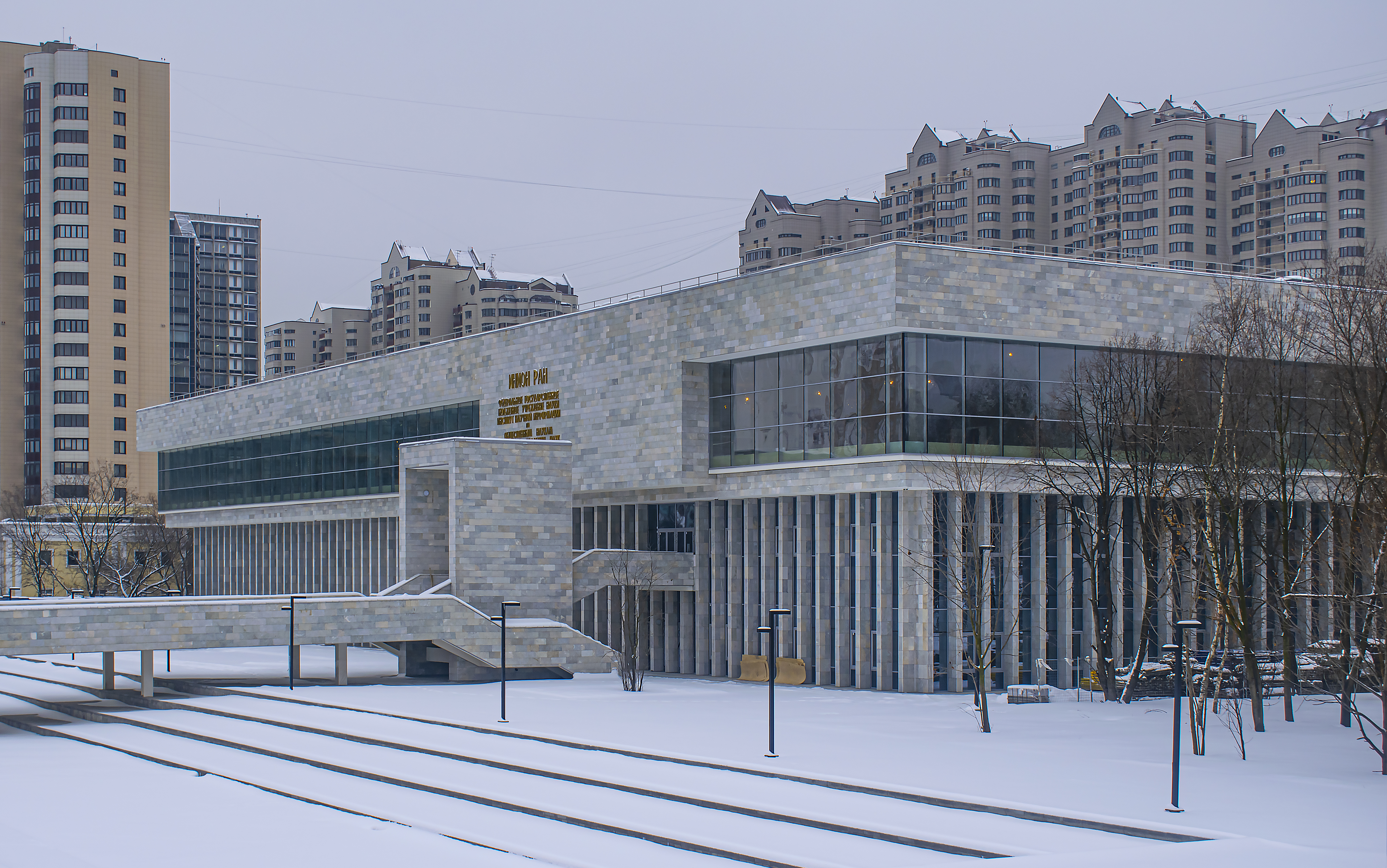
ИНИОН РАН

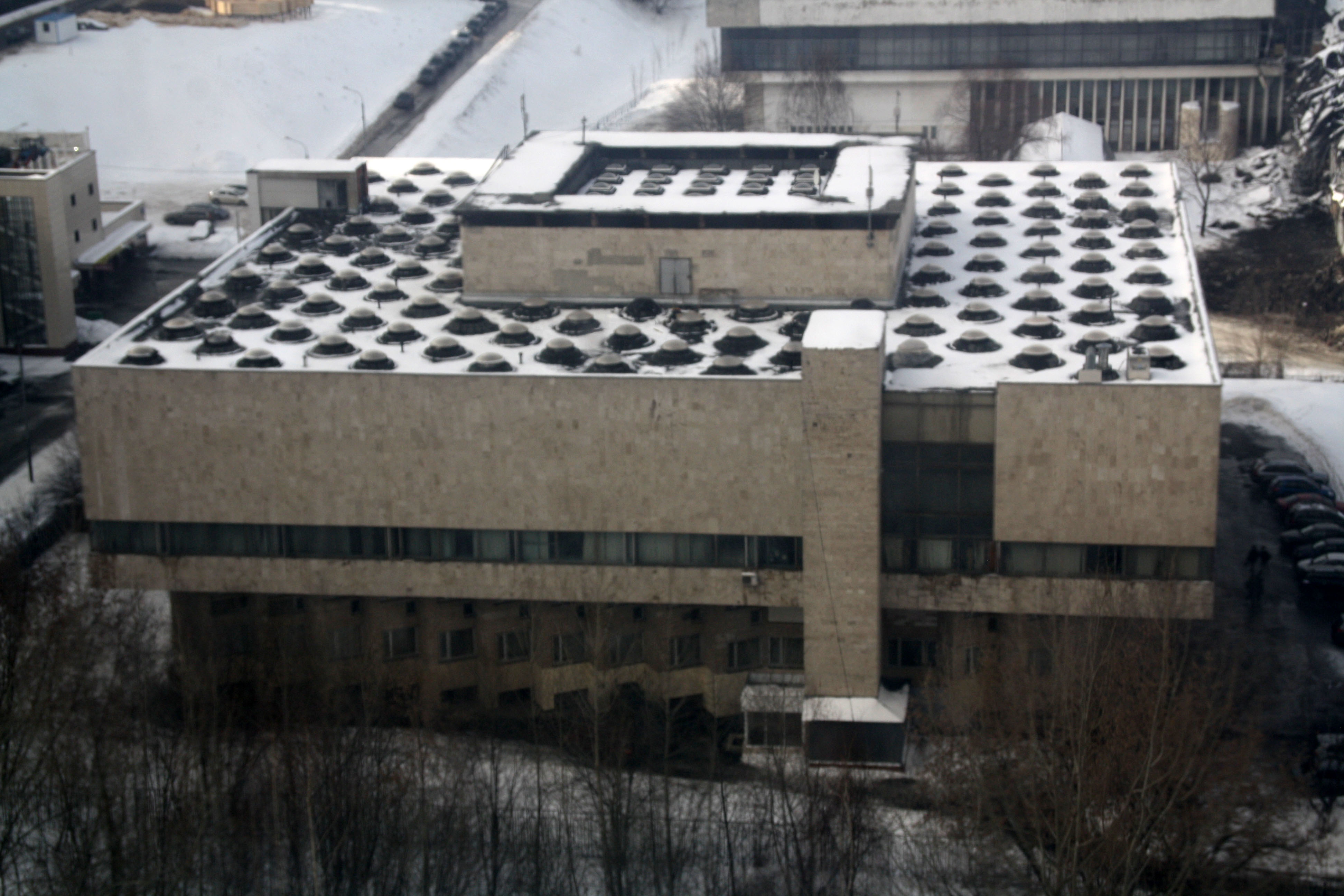
ЦНМБ

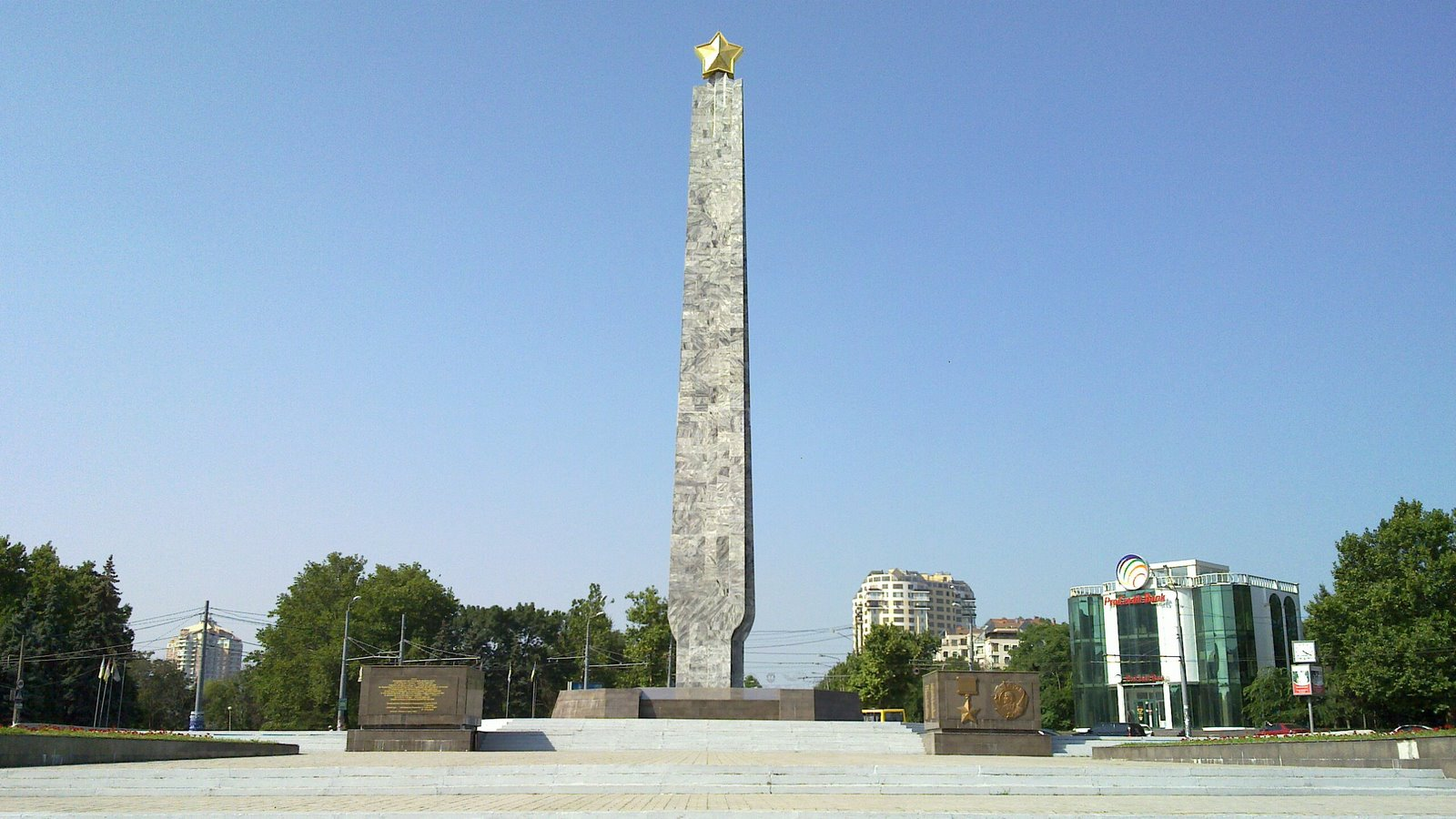
Монумент «Одесса — город-герой»

Родился 22 марта 1935 года. Окончил МАРХИ в 1959. После окончания института работал в районной мастерской № 10 «Моспроекта». Длительное время работал совместно с Я. Б. Белопольским.
Когда в 1972 году было создано Управление по проектированию экспериментального жилого района Чертаново Северное Л. В. Мисожников возглавил одну из его мастерских.
Принимал участие в 15 архитектурных конкурсах, в том числе международных: на проект монумент «100 лет Международного союза электросвязи» на площади Наций в Женеве (1965, 1-я премия жюри, премия ЮНЕСКО), проект здания ООН в Вене, проект монумента жертвам Освенцима, проект павильона СССР в Осаке, проект цирка в Москве (осуществлён), проект монумента «Одесса — город-герой» (осуществлён).
Член Союза архитекторов СССР с 1963 года. Член-корреспондент РААСН.
Жил в Москве по адресу: Ленинский проспект, 85. Скончался 2 августа 2010 года, похоронен в Москве на Троекуровском кладбище (7 уч.?).

## Основные проекты и постройки

### Здания и сооружения
- Жилые дома на Шаболовке, Комосомольском и Ленинском проспектах, в квартале 42 Юго-Запада (начало 1960-х);
- Институт научной информации по общественным наукам АН СССР с библиотекой в Москве (1967, в составе коллектива)[3];
- Цирк на проспекте Вернадского (1971, в составе коллектива)[2];
- Проект экспериментального жилого района Северное Чертаново в Москве (1972, в составе коллектива)[3];
- Технический центр СССР в Дархане, Монголия (1974, Государственная премия Монголии)[3];
- Технические центры СССР в Болгарии, ГДР, Венгрии, Польше[2];
- Центральная научная медицинская библиотека (1978, в составе коллектива)[2];
- Центральный партийный архив (в составе коллектива)[2];
- Комплекс зданий МВТУ (в составе коллектива)[2];
- Библиотека в Куйбышеве[2];
- Библиотека в Архангельске[2];
- Комплекс Московского института инженеров гражданской авиации на Кронштадтском бульваре[2];
- Комплекс высотных зданий на пересечении Алтуфьевского шоссе и четвёртого транспортного кольца, Москва[3];
- Яхт-клуб на Химкинском водохранилище[3];
- Библиотека Академии наук СССР в Москве[3];
- Всемирная выставка в Москве[3];
- Административное здание «Дом советов» в Калининграде[2][3]. Построено в конце 1980-х годов, не было введено в эксплуатацию, снесено в 2024 году.

### Памятники
- Памятник Карлу Марксу в Краснодаре (1966, совместно со скульптором Д. Б. Рябичевым)[2];
- Мемориал «Коломенцам, отдавшим жизнь за Родину в 1941—1945 годах, благодарные земляки» (1970, совместно со скульпторами Д. Б. Рябичевым и В. И. Циммерлингом)[2];
- Памятник В. И. Ленину в Биробиджане (1978, совместно со скульптором Л. Е. Кербелем)[2];
- Памятник В. И. Ленину в Липецке (1982, совместно со скульпторами Л. Е. Кербелем и В. А. Фёдоровым)[2];
- Памятник погибшим на реке Халхин-Гол (1980, Большая золотая медаль Академии Художеств СССР)[3];
- Монумент «Одесса — город-герой» (1984)[2];
- Монумент в Карабанове[2];
- Монумент МСЭ в Женеве (Швейцария) (Международная премия)[3];
- Надгробие писателю Л. С. Соболеву на Новодевичьем кладбище (совместно со скульптором П. Е. Шапиро)[6]
- Надгробие государственному деятелю, Герою Социалистического Труда А. Ф. Засядько на Новодевичьем кладбище (совместно со скульптором И. И. Козловским)[6]
- Надгробие акушеру-гинекологу, Герою Социалистического Труда Л. С. Персианинову на Новодевичьем кладбище (совместно со скульптором Л. Е. Кербелем)[6]
- Надгробие Народному артисту СССР М. И. Жарову на Новодевичьем кладбище[6]